# Іглесіас (Бургос)
Іглесіас (ісп. Iglesias) — муніципалітет в Іспанії, у складі автономної спільноти Кастилія-і-Леон, у провінції Бургос. Населення — 150 осіб (2010).
Муніципалітет розташований на відстані близько 210 км на північ від Мадрида, 25 км на захід від Бургоса.

## Демографія
Динаміка населення (INE ):